# 地鉄ビル前停留場
地鉄ビル前停留場（ちてつビルまえていりゅうじょう）は、富山県富山市桜橋通りにある、富山地方鉄道富山軌道線本線の停留場。駅番号はC13。
富山県道22号富山停車場線上の併用軌道に設置されている。軌道は当停留場付近で大きくカーブしている。

## 歴史
1934年（昭和9年）頃のルート変更に伴って設置された当初は「桜町停留場」と名乗っていた（旧ルート上にも同名の停留場が存在した）。当停留場が所在する交差点（中央郵便局前交差点）の北東角（現・富山地鉄ゴールデンボウル所在地）には軌道線の桜町車庫があり、車両基地として機能を有していた。この車庫は1951年（昭和26年）10月10日に千歳町へ機能が移転されて廃止された。その後1964年（昭和39年）、東部線の線形改良に伴う付け替えにより交差点を西へ直進する線路が敷設され、分岐停留場となった。しかし東部線は1972年（昭和47年）に廃止され、分岐停留場としての役目はわずか8年で終了することとなった。2009年（平成21年）に富山都心線「セントラム」が開業し、当停留場も環状系統（3系統）の停留場に含まれることとなったが、環状系統は反時計回り一方通行の運用であるため、「セントラム」が停車するのは内回りの中央郵便局西側のホームのみとなっている。

### 年表
- 1934年（昭和9年）頃：桜橋 - 富山駅前 - 総曲輪間のルート変更に伴い、富山市営軌道の桜町停留場として開業[2]。
- 1943年（昭和18年）1月1日：路線譲渡により富山地方鉄道の停留場となる[5]。
- 1945年（昭和20年）8月2日：富山大空襲の戦災より休止[6]。
- 1946年（昭和21年）1月14日：南富山駅前 - 富山駅前間復旧に伴い営業再開[7]。
- 1951年（昭和26年）10月10日：桜町車庫廃止（千歳町車庫へ移転）[3]。
- 1954年（昭和29年）1月25日：郵便局前停留場に改称[3]。
- 1964年（昭和39年）11月8日：東部線（東田地方 - 郵便局前間）開業により分岐停留場となる[3]。
- 1966年（昭和41年）11月25日：本社事務所移転[3]に伴い地鉄ビル前停留場に改称[2]。
- 1972年（昭和47年）9月21日：東部線（中教院前 - 地鉄ビル前間）廃止[4]。

## 停留場構造
相対式ホーム2面2線の地上駅。ホームは千鳥式配置。

## 停留場周辺

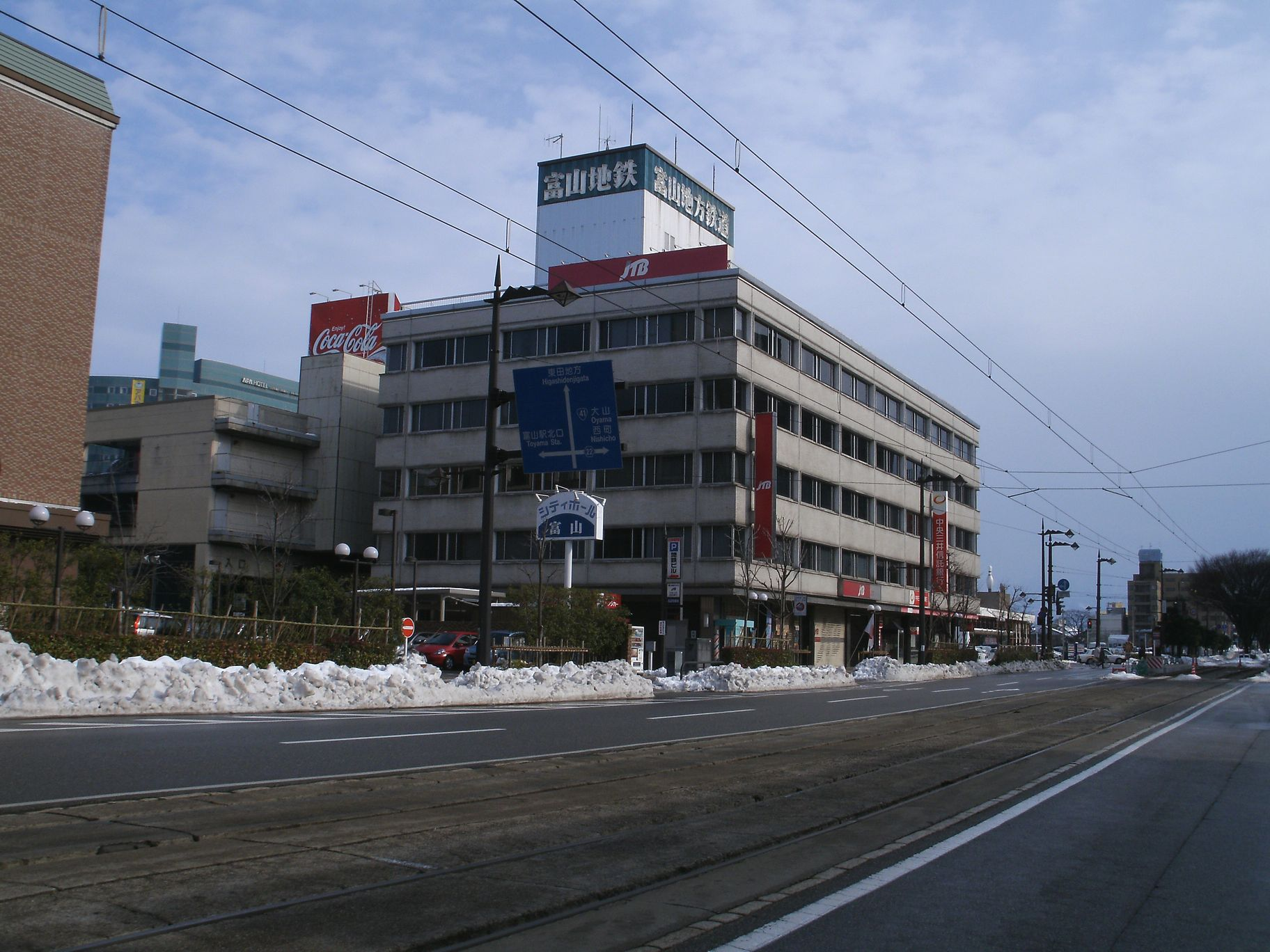
富山地方鉄道本社が入る地鉄ビル。路上右端に地鉄ビル前電停が見える（2009年）

- 富山地鉄ビル
  - 富山地方鉄道本社
  - 富山地鉄労働組合会館
  - 三井住友信託銀行富山支店
- 富山中央郵便局
- 富山地鉄ゴールデンボウル
- アパホテル富山駅前
- ホテルグランテラス富山
- 富山県富山中央警察署
- 富山県教育記念館
- 高志会館
- 富山地方法務局

## 隣の停留場
富山地方鉄道
富山軌道線（本線）
電気ビル前停留場 (C12) - 地鉄ビル前停留場 (C13) - 電鉄富山駅・エスタ前停留場 (C14)
富山軌道線（東部線）（1972年廃止）
東田地方停留場 - 地鉄ビル前停留場